# Xian de Zouping
Le xian de Zouping (邹平县 ; pinyin : Zōupíng Xiàn) est un district administratif de la province du Shandong en Chine. Il est placé sous la juridiction de la ville-préfecture de Binzhou.

## Démographie
La population du district était de 684 079 habitants en 1999.